# Musée Zadkine

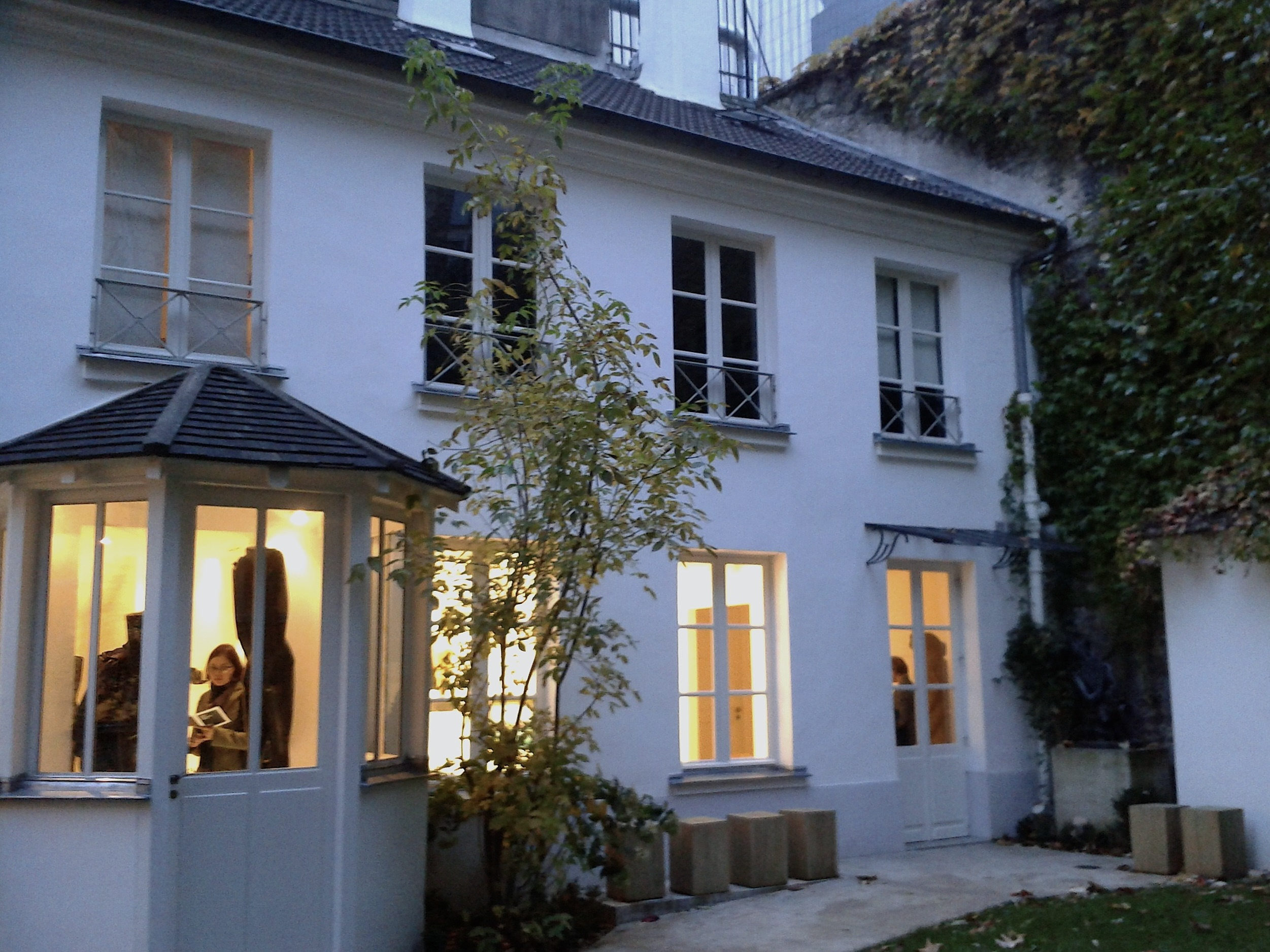
Musée Zadkine

Het Musée Zadkine is een klein museum in Parijs van werken van de beeldend kunstenaar Ossip Zadkine (1890-1967), die zich rond 1909 in de stad had gevestigd. Het is gevestigd in het huis en atelier waar hij van 1928 tot zijn dood heeft gewoond en gewerkt. Na het overlijden van zijn weduwe Valentine Prax in 1981 opende het museum zijn deuren op 19 april 1982.
Zadkine, geboren in Wit-Rusland in een familie met Russische, Joodse en Schotse wortels, betrok in 1928 een atelier in de Rue d'Assas in het 6e arrondissement, vlak bij de Jardin du Luxembourg. In zijn laatste wil liet hij deze werkplaats na aan de stad. Er zijn circa 400 beelden, gouaches en werken op papier en er is een collectie foto's. Het accent in de collectie ligt op het werk uit zijn vroege periode, geïnspireerd door het kubisme, maar het geheel biedt een overzicht van zijn complete artistieke ontwikkeling. Ook een groot aantal werken uit het oeuvre van zijn vrouw worden er tentoongesteld.
Sinds 1995 worden er tevens jaarlijks drie à vier tentoonstellingen georganiseerd over het werk van eigentijdse kunstenaars. De belangstelling beperkt zich niet tot de beeldende kunst, regelmatig zijn er ook signeersessies van schrijvers, performances met acteurs, lezingen over uiteenlopende onderwerpen en concerten.
Na de oorlog, die hij vanwege zijn Joodse achtergrond doorbracht in de Verenigde Staten, betrok Zadkine een atelier in Les Arques in het departement Lot, waar hij 's zomers werkte. Ook dat is nu een museum gewijd aan werken van de kunstenaar.